# Consejo de administración

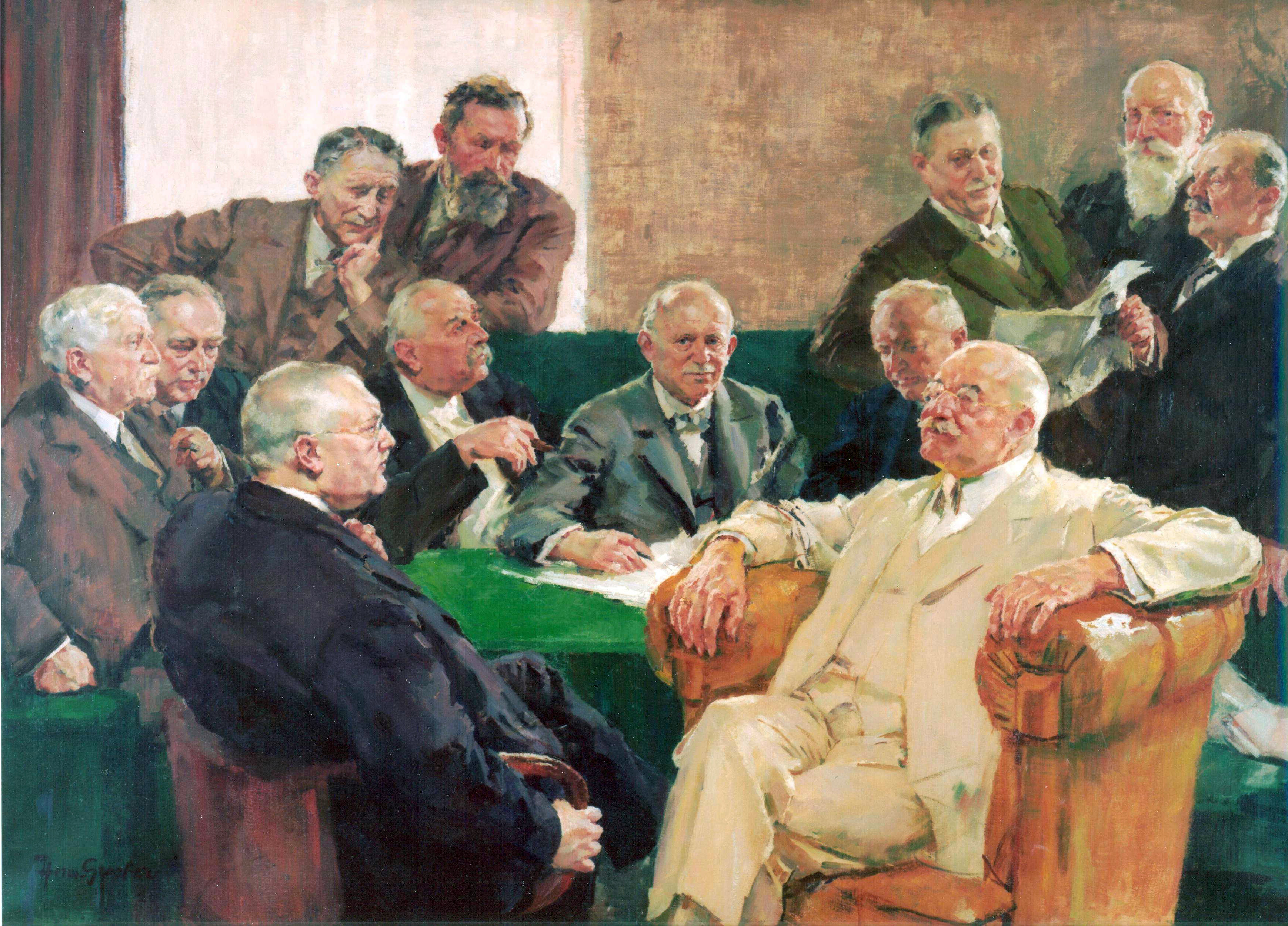
Consejo de administración de IG Farben y el presidente de la junta directiva de IG Farben, Carl Bosch (en primer plano, a izquierda), en 1926.

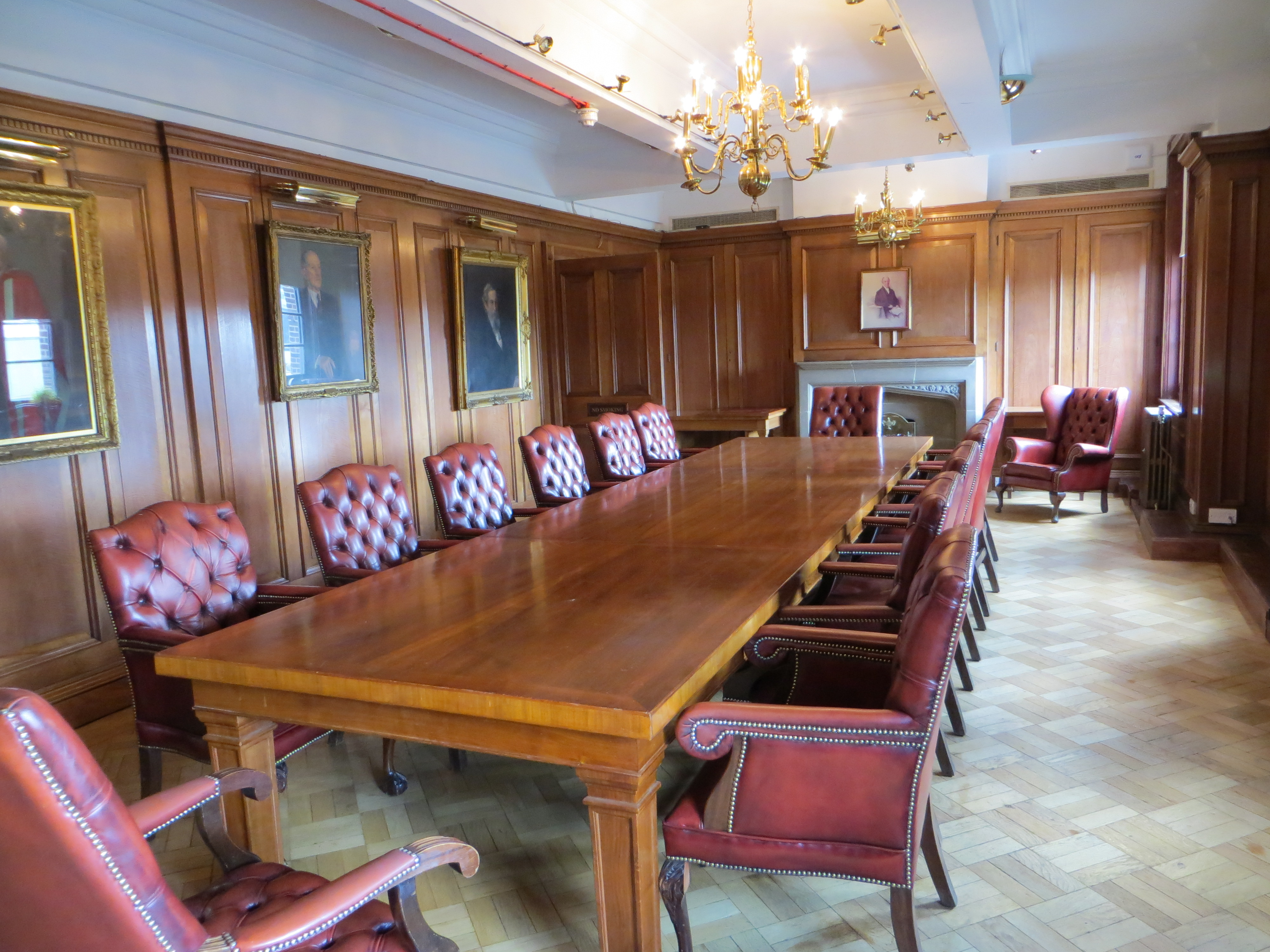
Sala de reunión del consejo de The Tetley, Leeds.

El consejo de administración, Junta Directiva o directorio es una de las formas que puede adoptar el órgano de administración y representación de una sociedad mercantil.
En el derecho español, es la forma que se ha de elegir siempre que la administración de la sociedad se confíe conjuntamente a más de dos personas. Al caracterizarse el consejo por su naturaleza de órgano colegiado, que adopta sus decisiones por mayoría, se evita que la posible existencia de tres o más administradores con facultades conjuntas pueda entorpecer o dificultar el proceso de toma de decisiones. Este sistema de administración cuenta con una larga tradición en la práctica societaria, fundamentalmente en las sociedades de mayor tamaño.
Los miembros del Consejo son antes que nada administradores, que quedan sometidos por tanto al régimen general propio de estos. La organización interna del consejo puede ser libremente acordada por cada sociedad. No obstante, existen una serie de elementos obligatorios en casi todas las legislaciones.
En concreto en España se establece como obligatorio que:
- La reunión/asamblea del consejo deberá ser convocada por el presidente o el que haga sus veces.
- El consejo queda válidamente constituido cuando concurran a la reunión, presentes o representados, la mitad más uno de sus componentes.
- Con carácter general, y salvo que los estatutos determinen una mayoría más amplia, los acuerdos del consejo se adoptan por mayoría absoluta de los consejeros concurrentes a la reunión.
- La ley exige también que las discusiones y acuerdos del consejo se lleven a un libro de actas, habiendo de ser firmadas por el presidente y el secretario.

## Consejero delegado
Por su carácter colegiado y corporativo, el consejo es un órgano poco adecuado para atender de forma continua y eficaz a las múltiples cuestiones de la gestión social. Por ello y al objeto de agilizar la administración ordinaria es frecuente que el consejo delegue las actividades normales de la gestión social en alguno o varios de sus miembros. Esta potestad de delegación se presenta como una manifestación de la libertad organizativa del propio consejo. El consejero o consejeros delegados debe moverse en la órbita de los poderes recibidos por el consejo, sin rebasar los límites establecidos en el acuerdo de delegación y responde en otro caso de su extralimitación.

## Consejero dominical
Los consejeros dominicales son los que forman parte del consejo de administración por su condición de accionistas de la sociedad, con una participación significativa en el capital de la entidad, o con vinculación a un accionista significativo.

## Consejero independiente
Los consejeros independientes son miembros del consejo de administración que no representan a los grupos de accionistas que controlan y dominan una sociedad ni tampoco al equipo directivo de la entidad. Deben defender los intereses del conjunto de todos los accionistas, especialmente los minoritarios y los pequeños accionistas que no tienen representación directa en el consejo.

## El consejo de administración en sociedades cotizadas
La trascendencia económica de las grandes sociedades abiertas capitalistas y normalmente bursátiles, ha generado en la mayoría de los países un movimiento de replanteamiento del cometido y de las funciones que deben desempeñar los órganos de administración en este tipo de empresas.

### Regulación en España
En este sentido en España se aprobó en 1998 un primer código ético de los Consejos de administración, también denominado "Código de buen gobierno" de las sociedades cotizadas, elaborado por una comisión de expertos bajo los auspicios de la Comisión Nacional del Mercado de Valores. Este código recogió un conjunto de recomendaciones, de aceptación voluntaria y sin eficacia jurídica vinculante, en las que básicamente se trata de configurar al consejo de administración como un instrumento de supervisión y control de la gestión de las empresas, con el ánimo de equiparar los intereses del equipo de dirección con los de los accionistas aportantes de capital.
La Ley 26/2003 introdujo un cambio importante en esta materia, instaurando el principio legal conocido internacionalmente como "cumplir o explicar", al obligar a las sociedades cotizadas a publicar con carácter anual y desde 2004, un informe anual de gobierno corporativo (IAGC) en el que se indique si se siguen las recomendaciones de buen gobierno, así como la justificación, en su caso, para la falta de seguimiento.
En el año 2006 se aprobó el Código Unificado de Buen Gobierno, conocido también como Código Conthe, compuesto por cincuenta y ocho recomendaciones que mantiene una línea de continuidad con sus predecesores, pero introduce algunos aspectos novedosos en sus recomendaciones como son los relativos a la diversidad de género en los consejos, la mayor transparencia en las remuneraciones.
Esto lleva a que el Consejo desarrolle dos funciones principales:
- La orientación de la política de la compañía, los consejeros actúan como asesores en la organización, gracias a la información sobre la organización o el entorno que poseen, sus experiencias, conocimientos, enriquecen la toma de decisiones en la compañía. Se observa que la eficiencia en la función de asesoramiento aumenta con el tamaño del consejo y con la presencia de independientes, que poseen generalmente una amplia experiencia, ya que habitualmente participan o han sido miembros de otros consejos, lo que enriquece la visión que puedan tener sobre un determinado asunto, y, además, suelen ser profesionales que cuentan con un reconocido prestigio en este campo.

- El control de los gestores y servir como enlace con los accionistas. El consejo debe actuar como instrumento de control para supervisar la gestión llevada a cabo por los directivos de la empresa, para tratar de reducir los conflictos de intereses que se puede crear entre los directivos y los inversores cuando existe una separación entre la propiedad y la gestión. El conflicto se puede producir también entre accionistas mayoritarios y minoritarios, y en estos caso el consejo debe velar para que no sean lesionados los intereses de estos últimos. Así, el consejo de administración debe salvaguardar los intereses de los pequeños accionistas, evitando que la divergencia de intereses existente entre accionistas mayoritarios y minoritarios conduzca a un perjuicio o expropiación de los pequeños inversores.

Para conseguir esto se recomienda una serie de acciones entre las que las más destacadas son las relativas a la composición del Consejo, en el que deben entrar a formar parte los llamados "consejeros independientes", el derecho de información y las retribuciones de los consejeros y los gestores de la sociedad. 
En cuanto al tamaño del consejo, el Código unificado recomienda que el número de consejeros se debe mantener entre 5 y 15, se recomienda igualmente que los consejeros dominicales e independientes deben representar una amplia mayoría sobre los ejecutivos y que los consejeros independientes deberían representar al menos un tercio del total.